# Настъпление в Сеговия
Настъплението в Сеговия е републиканска офанзива, която се провежда между 31 май и 6 юни 1937 г. по време на Гражданската война в Испания.
Основната цел на офанзивата е да се окупира Сеговия и да се отклонят националистическите сили от настъплението им към Билбао. След кратък първоначален напредък, офанзивата се проваля поради превъзходството на националистите във въздуха.

## Прелюдия
През април 1937 г. националистите започват офанзива срещу държаната от републиканците провинция Бискай и до края на май наварските войски достигат източната страна на отбраната на Билбао. След това републиканското правителство решава да започне две офанзиви на Арагонския и Мадридския фронт, за да отклони националистическите войски.

## Битката
Републиканската армия е с три дивизии в Сиера де Гуадарама: 34-та дивизия на Галан, 33-та дивизия на генерал Сверчевски и 69-та дивизия на Дуран, под командването на полковник Доминго Морионес, подкрепен от артилерия и рота танкове Т-26.
На 31 май републиканците започват атаката в Сиера де Гуадарама с тежка бомбардировка на позициите на националистите, разбиват националистическите линии при Сан Илдефонсо и същия ден 69-та дивизия окупира Крус де ла Галега и напредва към Кабеса Гранде, заплашвайки Сеговия, въпреки че XIV Интернационална бригада претърпява големи загуби. Настъплението на републиканците достига Ла Гранха, но на 1 юни националистите започват контраофанзива с дивизията на генерал Варела, подкрепленията, дошли от Мадридския фронт от Барон и силна въздушна подкрепа. Националистите си връщат Кабеса Гранде и заплашват републиканските войски. На 6 юни Морионес нарежда на републиканските войски да се оттеглят към началните си линии. Републиканците губят 3 000 души, сред които 1 000 бригадири.

## Последица
Републиканското настъпление се проваля, поради въздушното превъзходство на националистите и неефективността на испанските републикански военновъздушни сили. Полковник Морионес казва: „Нашите самолети извършваха бомбардировки от голяма височина и небрежно... нашите изтребители спазваха прилична дистанция и рядко се спускаха да обстрелват с картечници врага... вражеските самолети бяха много активни и изключително ефективни.“ Настъплението в Сеговия само забавя офанзивата на националистите срещу Билбао с две седмици.